# Stremîhorod, Korosten
Stremîhorod (în ucraineană Стремигород) este localitatea de reședință a comunei Stremîhorod din raionul Korosten, regiunea Jîtomîr, Ucraina.

## Demografie
Componența lingvistică a localității Stremîhorod
     Ucraineană (98,12%)
     Rusă (1,5%)
Conform recensământului din 2001, majoritatea populației localității Stremîhorod era vorbitoare de ucraineană (98,12%), existând în minoritate și vorbitori de rusă (1,5%).

## Legături externe
- pl Stremihorod albo Strymhorod în Dicționarul geografic al Regatului Poloniei și al altor țări slave, volum XI (Sochaczew — Szlubowska Wola) 1890